# Pierre Jonquères d’Oriola

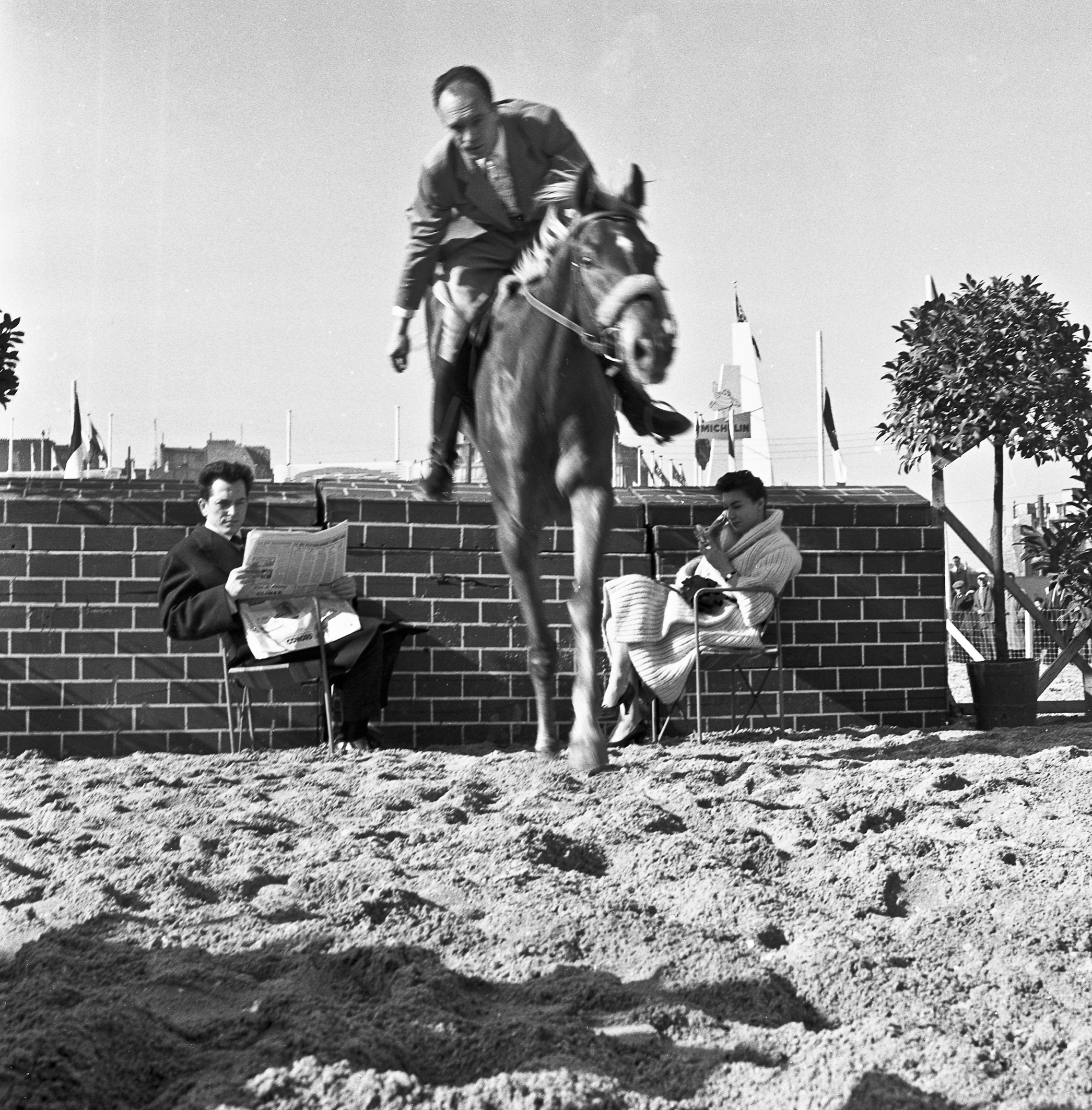
Pierre Jonquères d’Oriola

Pierre Jonquères d’Oriola (* 1. Februar 1920 in Corneilla-del-Vercol; † 19. Juli 2011 ebenda) war ein französischer Springreiter.

## Karriere
Bereits d’Oriolas Vater Joseph war vor dem Zweiten Weltkrieg als Springreiter aktiv. D’Oriola wurde zudem durch den sportlichen Erfolg seines Cousins Christian d’Oriola zu eigenen sportlichen Leistungen angespornt.
Er gehört zu den erfolgreichsten Springreitern der Geschichte. Er gewann bei den Olympischen Spielen 1952 in Helsinki und 1964 in Tokio die Einzelkonkurrenz. Damit ist Jonquères d'Oriola der einzige Springreiter, der zweimal die olympische Einzel-Goldmedaille gewann. 1964 und 1968 holte er zudem noch die Silbermedaille mit der französischen Mannschaft.
Im Jahr 1966 wurde er in Buenos Aires Weltmeister im Springreiten. Nach diesem Erfolg wurde er in die französische Ehrenlegion aufgenommen.
Anfang August 1972 erklärte er, an den Olympischen Spielen 1972 in München nicht teilnehmen zu wollen, da er kein Pferd zur Verfügung habe, das an die Klasse jener der deutschen und italienischen heranreiche, und «er wolle sich nicht abschlachten lassen».

## Erfolge
- Olympische Spiele
  - 1952 in Helsinki: Goldmedaille Einzel auf Ali Baba
  - 1964 in Tokio: Silbermedaille Mannschaft, Goldmedaille Einzel auf Lutteur
  - 1968 in Mexiko: Silbermedaille Mannschaft auf Nagir
- Weltmeisterschaften
  - 1953 in Paris: Bronzemedaille Einzel auf Ali Baba
  - 1954 in Madrid: Silbermedaille Einzel auf Arlequin
  - 1966 in Buenos Aires: Goldmedaille Einzel auf Pomone B
- Europameisterschaft
  - 1959 in Paris: Silbermedaille Einzel auf Virtuoso